# 레이버 데이
《레이버 데이》(영어: Labor Day)는 2013년 개봉한 미국의 드라마 영화로, 제이슨 라이트먼이 감독했으며 동명의 2009년 소설이 원작이다. 2013년 8월 29일 텔류라이드 영화제에서 전 세계 최초로 상영되었다.

## 줄거리
1987년 우울증에 시달리는 싱글맘 어델은 13살 아들 헨리와 함께 외딴 시골집에 살고 있다. 어느 날 쇼핑 중 한 남자가 헨리에게 접근한 뒤 모자를 협박하여 그를 집에 데려가 보살피게 한다. 이 남자의 정체는 경찰에 쫓기고 있는 탈옥수 프랭크 체임버스이다.
회상을 통해 프랭크가 베트남 전쟁 참전 용사이며, 과거에 임신한 여자친구 맨디와 결혼했음이 드러난다. 아이가 태어난 지 1년 후 프랭크는 자주 외출하고 다른 남자들과 어울리는 맨디에게 자신이 아이의 친부가 맞냐고 물으며 다투다가 실수로 맨디를 라디에이터에 밀쳤고, 그 결과 맨디가 사망하였다. 동시에 아기는 익사한 것으로 암시된다. 프랭크는 살인죄로 수감되었다.
어델은 헨리를 출산한 후 유산을 여러 번 겪었고, 특히 만삭에 여자아이를 사산하면서 심각한 불안과 우울증에 시달려 왔음을 프랭크에게 고백한다. 프랭크는 은신처를 제공해 준 보답으로 집을 수리하고 집안일을 도맡아 하고, 어델은 프랭크에게 춤을 가르쳐 주며 화답한다. 프랭크는 헨리에게 자동차 수리 요령과 야구를 가르치고, 모자에게 복숭아 파이 만드는 법을 알려 준다. 어델과 프랭크는 사랑에 빠지고, 헨리와 함께 캐나다로 도망칠 계획을 세운다. 이 와중에 헨리는 엘리너라는 똑똑하고 반항적인 소녀와 친구가 되고, 엘리너는 헨리에게 어델과 프랭크가 그를 버릴 거라고 말하며 불안감을 조성한다. 어델은 헨리에게 그를 절대 버리지 않을 거라고 안심시킨다.
떠나기로 한 날 아침 헨리는 아버지의 우편함에 쪽지를 남긴 뒤 집으로 걸어 돌아가는 길에 경찰에게 차를 얻어 타게 된다. 경찰은 짐이 실려 있는 차와 텅 빈 집을 이상하게 여기지만 결국 그냥 떠난다. 어델은 은행에서 전액을 인출하다가 은행 직원의 의심을 사고, 그 사이 프랭크를 발견한 이웃 에벌린은 본인이 수리공이라고 주장하는 그를 경계한다.
쪽지를 발견한 헨리의 아버지는 집에 전화를 걸고, 어델, 프랭크, 헨리가 도망치기 직전 경찰 사이렌 소리가 울린다. 프랭크는 어델과 헨리가 탈주자를 숨겨 주었다는 혐의를 받지 않도록 모자를 묶은 후 경찰에 투항한다. 어델은 프랭크를 변호하려 하지만, 검사는 그렇게 하면 헨리를 빼앗길 수 있다고 경고한다. 어델은 프랭크에게 편지를 쓰지만, 프랭크는 그녀를 보호하기 위해 편지를 뜯지도 않고 되돌려 보낸다.
헨리는 결국 아버지와 살게 된다. 고등학교 졸업 학년이 된 헨리에게 아버지는 어델이 여자아이를 사산한 후 슬픔에 지나치게 함몰돼 어델을 떠나야만 했다고 헨리에게 설명한다. 다음 날 헨리는 어델에게 돌아가고, 파이를 굽기 시작한다.
세월이 흘러 헨리는 성공한 파이 가게 주인이 되고, 잡지에서 헨리와 그의 가게를 본 프랭크가 연락을 해 온다. 곧 출소할 예정인 프랭크가 어델을 다시 만나도 좋을지 묻자 헨리는 어델이 여전히 같은 집에서 홀로 살고 있음을 알려 준다. 출소한 프랭크는 어델에게 돌아가고, 둘은 함께 여생을 보낸다. 헨리는 더는 어델을 염려할 필요가 없다는 생각에 위안을 얻는다.

## 출연진
- 케이트 윈즐릿
- 조시 브롤린
  - 톰 리핀스키
- 개틀린 그리피스
  - 토비 매과이어
  - 딜런 미넷
- 클라크 그레그
- 브룩 스미스
- 제임스 밴더비크
- J. K. 시먼스
- 마이카 먼로
- 알렉시 길모어
- 루커스 헤지스
- 얼레이나 캠포리스
- 마슬린 휴고

## 시청 등급
- 대한민국: 15세 이상 관람가